# Brandholmen
Brandholmen är en stadsdel i östra delarna av Nyköping i Södermanlands län. En småort avgränsades här av SCB år 1995 men till nästa revidering år 2000 hade den växt samman med tätorten Nyköping och förlorat sin status som småort.
I området låg tidigare Brandholmens flygplats.